# Einhaus
Einhaus er en kommune i det nordlige Tyskland, beliggende i Amt Lauenburgische Seen under Kreis Herzogtum Lauenburg. Kreis Herzogtum Lauenburg ligger i delstaten Slesvig-Holsten.

## Geografi
Einhaus ligger på vest for Ratzeburger See i Naturpark Lauenburgische Seen, ca. 3 km nordvest for Ratzeburg og ca. 15 km syd for Lübeck. Kommunen krydses af Bundesstraße 207 der er nutidens version af Alte Salzstraße fra Lüneburg til Lübeck.